# Czechowice (Warszawa)
Czechowice – obszar MSI w dzielnicy Ursus w Warszawie.

## Historia
Najstarsza wzmianka o wsi pod nazwą Czachowicze pochodzi z roku 1407 - wymieniony w niej jest szlachcic Mikołaj trzymający sporną część Czechowic od 15 lat, tj. od 1392 roku. W XV - XVI wieku wieś była w posiadaniu drobnej szlachty, głównie herbu Wierzbowa (Radwan) a także herbu Łada, Herbarz Bonieckiego wymienia także Czechowskich herbu Oksza. W 1580 r. Czechowice należały do parafii Żbików.
W XVI wieku wieś szlachecka Czechowicze położona była w powiecie błońskim ziemi warszawskiej województwa mazowieckiego. 
Dawna wieś w gminie Skorosze, w województwie warszawskim, w powiecie warszawskim. W latach 1952−1954 miasto, utworzone z Czechowic, Szamot, Gołąbek oraz Skorosz, w roku 1954 nazwę miasta zmieniono na Ursus. Od 1977 część Warszawy wchodząca najpierw w skład dzielnicy Ochota, a później dzielnicy Ursus.